# Michael Wolff (Musiker)
Michael Wolff (* 19. September 1954 in New Orleans, Louisiana) ist ein US-amerikanischer Musiker, Komponist und Schauspieler.

## Leben

### Privatleben
Wolff wurde in New Orleans, Louisiana geboren und wuchs später in Memphis, Tennessee und San Francisco, Kalifornien auf. Seit seinem achten Lebensjahr lernte er klassisches Klavierspiel und studierte später an den Universitäten von Kalifornien in Los Angeles und Berkeley.
Wolff ist mit der Schauspielerin, Produzentin, Drehbuchautorin und Regisseurin Polly Draper verheiratet. Er lebt mit ihr und seinen zwei Söhnen Nat und Alex Wolff in Manhattan, New York. Michael Wolff litt in seiner Jugend unter dem Tourette-Syndrom. Er ist im Aufsichtsrat der Tourette Syndrome Association. Außerdem ist er an der Betreuung von Kindern mit Tourette-Syndrom beteiligt.

### Karriere
Wolff leitete zunächst ein Quintett mit Alex Foster. Er brach das Studium ab, um seine Musikkarriere in der Cal Tjader’s Band zu beginnen. 1975 trat er der Cannonball Adderley Band bei. Wolff arbeitete mit vielen berühmten Musikern unter anderem Warren Zevon, dem Thad Jones/Mel Lewis Orchestra, Sonny Rollins, Wayne Shorter, Tony Williams und Christian McBride.
Wolff wurde Musikdirektor der Sängerin Nancy Williams. Arsenio Hall, der im Vorprogramm Williams auftrat, wählte Michael Wolff Bandleader für seine Talk Show The Arsenio Hall Show. Dort lernte er seine Frau bei deren Auftritt kennen.
Wolff ist der Bandleader der Jazz Band, Michael Wolff and Impure Thoughts. Mit gelegentlichen Sonderbeiträgen des Tablaspielers Badal Roy, Schlagzeuger Mike Clark und dem E-Bassisten John B. Williams. Er schrieb die Musik zu den Filmen „Who´s The Man“ and „Made Up“.
Der Film The Tic Code, geschrieben von Polly Draper, basiert sehr frei auf Wolffs Leben. Es geht um einen Jazz-Saxofonspieler der einen jungen Pianisten, der unter Tourette leidet, mit seiner Krankheit versöhnt. Wolff trug die Musik bei und hatte einen kurzen Auftritt als Toningenieur in dem Film.
Michael Wolff ist in der TV-Serie und den Filmen der Naked Brothers Band an der Seite seiner Söhne Nat und Alex zu sehen. Dort spielt er deren verschrobenen Vater Sonny Wolff. Er ist neben seiner Frau, die das Drehbuch schreibt, produziert und Regie führt, ausführender Produzent und Musiksupervisor der Serie.

## Diskografie

### Musikalben
- 1993: Michael Wolff
- 1995: Jumpstart!
- 1996: 2AM
- 1998: Portraitiur, The Blues Period
- 2001: Intoxicate
- 2003: Christmas Moods
- 2003: Impure Thoughts
- 2004: Dangerous Vision
- 2006: Love And Destruction
- 2007: jazz, JAZZ, jazz
- 2009: Joe´s Strut
- 2019: Swirl (Sunnyside Records), mit Ben Allison, Alla Mednard
- 2021:  Live at Vitellos (Sunnyside Records)

### Theater- und Filmmusik
- 2000: The Tic Code Soundtrack – Komponist
- 2003: Getting Into Heaven Soundtrack – Komponist und Produzent
- 2003: Made Up – Komponist
- 2007: The Naked Brothers Band – Produzent
- 2008: The Naked Brothers Band I Don't Want To Go To School – Produzent

### Film- und Fernsehauftritte
- 1989–1994: The Arsenio Hall Show, Bandleader
- 1998: The Tic Code
- 2004: The Naked Brothers Band: Der Film, Vater Sonny Wolff
- seit 2007: The Naked Brothers Band – Junge Rockstars privat